# Reserva Natural Parcial de la Noguera Ribagorçana - Mont Rebei

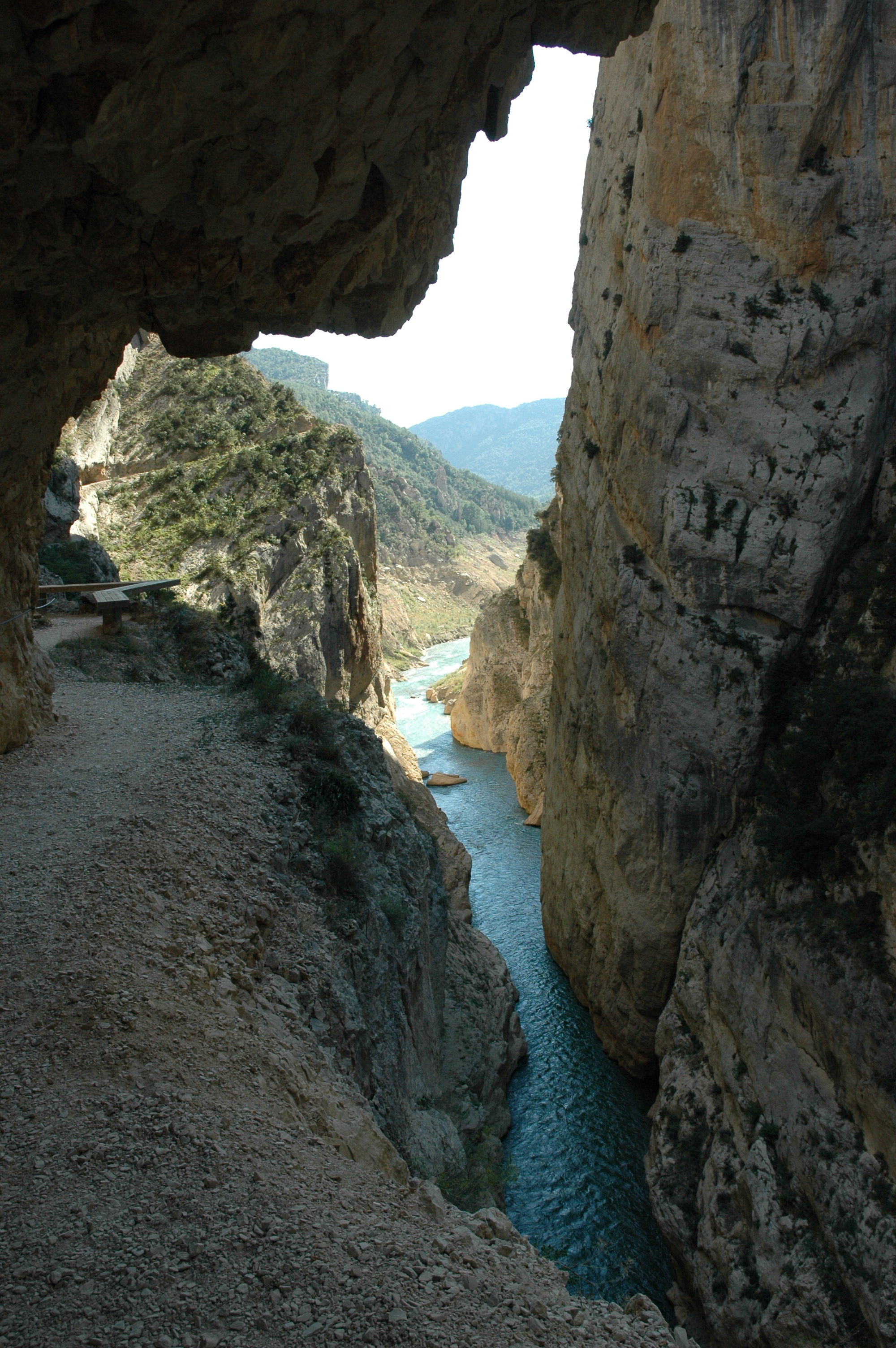
El congost de Mont-rebei seguint el camí de la banda catalana

La Reserva Natural Parcial de la Noguera Ribagorçana-Mont Rebei és un espai natural que es troba a la serra del Montsec (entre les comarques de la Noguera i el Pallars Jussà.
Té aproximadament unes 600 hectàrees i pertany a la Fundació Territori i Paisatge de l'Obra Social de Caixa Catalunya que el va adquirir el 1999.
El congost de Mont-rebei l'ha creat el riu Noguera Ribagorçana i separa el Montsec d'Ares del Montsec d'Estall. Les parets arriben a assolir més de 500 metres de caiguda vertical, amb punts on l'amplada mínima del congost és de només 20 metres.
Es tracta d'un indret d'indubtable valor ecològic per la fauna salvatge que alberga. L'espècie per la qual es va declarar reserva natural és la llúdria, que és un depredador d'aigua. Les cingleres i els penya-segats de la serralada són l'amagatall de les aus rapinyaires, tant diürnes com nocturnes, que sobrevolen el Montsec: el falcó pelegrí, el voltor, l'àguila daurada…